# Stora Alvaret

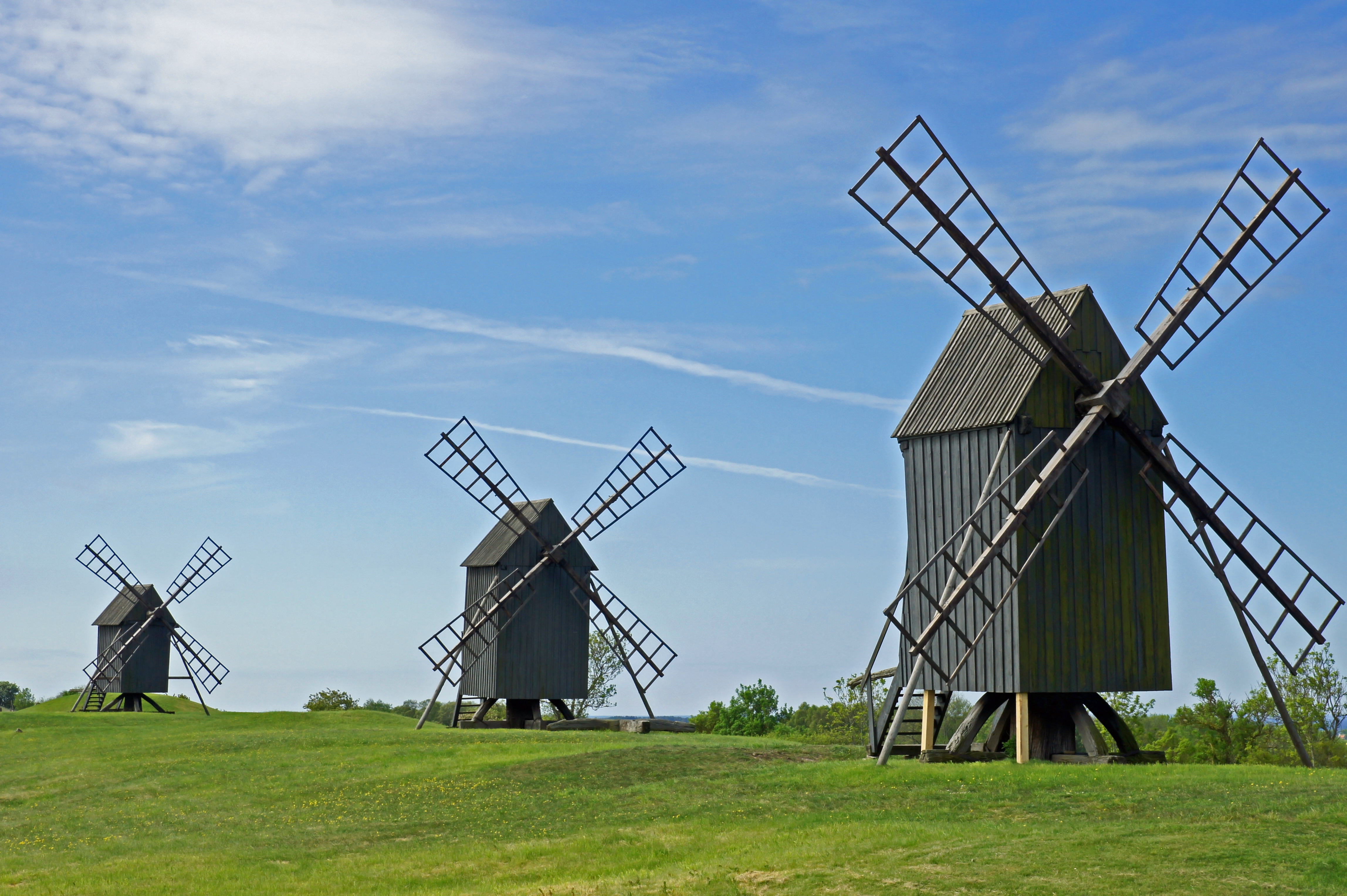
Windmühlen im Stora Alvaret

Das Stora Alvaret (deutsche Bedeutung: Großes Alvar) ist ein Alvar auf einem Kalkplateau im Süden der Insel Öland (Schweden).

## Bedeutung
Stora Alvaret ist das größte Alvargebiet der Erde und stellt ein Viertel der weltweit vorhandenen Alvarfläche dar. Das Alvar befindet sich auf einem Ordovizium-Kalkuntergrund. Es handelt sich um eine der letzten naturbelassenen Karstlandschaften in Europa. Das Stora Alvaret wurde am 30. November 2000 mit der Umgebung als Agrarlandschaft Südölands zum Welterbe der UNESCO erklärt und darf daher nicht mehr verändert werden. Im Sommer werden die Tiere der öländischen Bauern auf das Alvar getrieben und erst im Herbst wieder abgeholt, ähnlich wie auf den Almen in den Bergen. Das Gebiet ist als Natura-2000-Gebiet ausgewiesen.

## Lage
Das Gebiet beginnt etwa südlich des Ortes Färjestaden. Es ist etwa 40 km lang und 10 km breit und nimmt auf einer Fläche von etwa 26.000 Hektar (260 km²) den gesamten inneren südlichen Teil Ölands und damit etwa ein Viertel der Insel ein. Durch das Stora Alvaret führen drei in ost-westlicher Richtung verlaufende Straßen. Zwischen Kastlösa und Skärlöv durchquerte zeitweise eine Eisenbahnstrecke das Alvar. Der Eisenbahndamm der 1961 stillgelegten Strecke dient heute als Rad- und Wanderweg. Das Alvar selbst ist weitgehend unbewohnt, aber mit vorzeitlichen Denkmälern (Röse von Gösslunda) gespickt. Gösslunda ist ein kleines Dorf, welches gänzlich vom Alvar umgeben ist. An den Rändern des Stora Alvaret bestehen mehrere kleine Dörfer wie Albrunna, Frösslunda, Hulterstad, Kastlösa, Mysinge, Triberga und Vickleby.
Mitten im Stora Alvaret liegt der Möckelmossen, ein sehr flacher Alvarsee, der durch Regen und Schneeschmelzwasser entsteht und im Sommer meist ganz verschwindet. Seine Ausdehnung ändert sich nach jedem Regenfall und die Uferzonen sind meist feuchtes Sumpfland. Weitere Feuchtgebiete sind die am westlichen Rand des Alvars liegenden Bårbykärret und Kvarnkärret, die im nördlichen Teil befindlichen Dröstorpmossen und Södra utmossen, die auf der östlichen Seite gelegenen Triberga-Alby-mosse und Frösslundamossen sowie im Süden Stormaren. Das Stora Alvaret wird von einigen kleineren Fließgewässern wie dem Frösslundabäcken, Penåsabäcken und dem Torpbrobäcken durchflossen.
Charakteristisch für das Stora Alvaret sind die das Gebiet durchziehenden Steinmauern, die die unterschiedlichen Weidegründe voneinander abgrenzen. Durch eine Vielzahl von Holztreppen wird Fußgängern das Überwinden der Mauern ermöglicht. Die Mittelmauer durchzieht das Alvar von Norden nach Süden. Im äußersten Süden des Alvars befindet sich die historische königliche Jagdmauer Karl X Gustafs mur.

## Erscheinungsbild
Das Alvar ist auf Grund seiner vielfältigen geologischen und botanischen Differenzierung mitnichten die einförmige Landschaft, als die sie sich zunächst dem ungeübten Auge darbietet. Seit dem Ende des 19. Jahrhunderts hat diese Landschaft, die im Wechsel der Jahreszeiten und der Wetterstimmungen dem Künstlerauge ständig neue Bildreize bietet, zahlreiche Maler angezogen und ihnen als Modell gedient.
Man gewahrt von Horizont zu Horizont eine weite Ebene ohne menschliche Behausungen, gesprenkelt mit einzelnen Büschen – vor allem der in ständiger Ausbreitung begriffene Wacholder (Juniperus communis), die Hunds-Rose (Rosa canina), der Zweigriffelige Weißdorn (Crataegus laevigata) und die Schlehe (Prunus spinosa) – sowie einzelstehenden niedrigen und windzerzausten Bäumen – Schwedische Mehlbeere (Sorbus intermedia), Esche (Fraxinus excelsior), Waldkiefer (Pinus sylvestris) und Birke (Betula sps.). Hier und da von den Gletschern der Eiszeit zurückgelassene Findlingsblöcke. Kilometerlange hüfthohe Wälle durchziehen schnurgerade das Gelände, aufgesetzt aus kopfgroßen, rundlichen, laubflechtenbesetzten Granitblöcken und flachen Kalksteinplatten, erstere mit ganz anderem Flechten-Bewuchs als die letzteren, und diese immer mit zwei verschiedenen Krustenflechten gefleckt, der grellweißen Aspicilia calcarea und dem kohlschwarzen Placynthium nigrum. Mit diesen Wällen markierten im 19. Jahrhundert die Randgemeinden des Alvars die Sektoren, innerhalb derer sie ihre Rinder und Schafe, gelegentlich auch Pferde, von Frühjahr bis Herbst auf die karge Weide des Alvar trieben.

## Geschichte

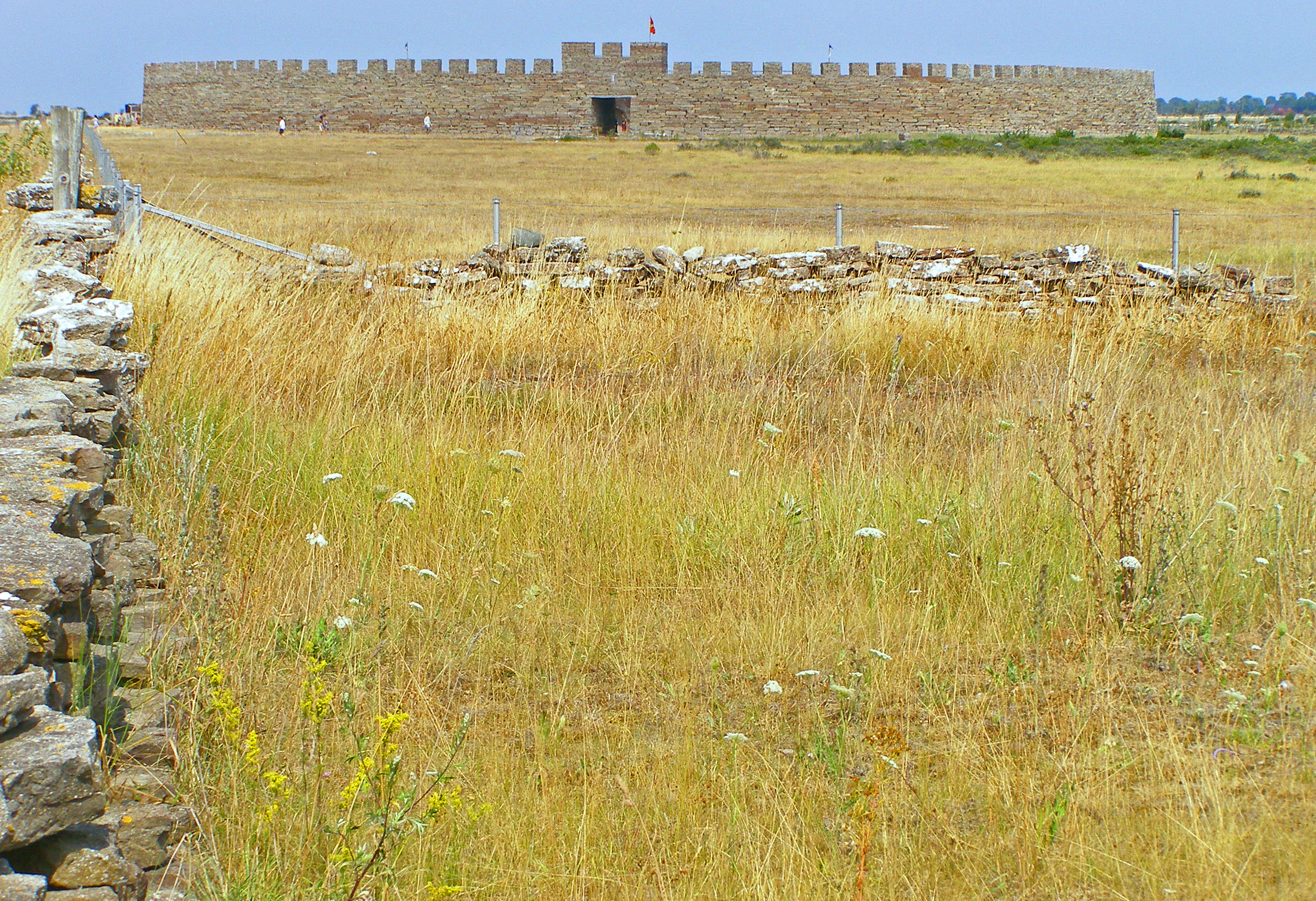
Burg Eketorp im Stora Alvaret

Etwa aus dem Zeitraum um 6000 bis 4000 Jahre vor Beginn unserer Zeitrechnung stammen die ältesten Zeugnisse von menschlichen Siedlungen im südlichen Öland, die noch heute sichtbar sind. Nur zwei- bis dreitausend Jahre zuvor hatte das Eis der letzten Eiszeit das Gebiet freigegeben. Die Insel stieg, befreit von den schweren Eismassen, aus dem Meer auf. Während auf den Uferwällen und in Bereichen tieferer Böden Büsche und Bäume wuchsen, war das Stora Alvaret schon bei der Erstbesiedlung der Region wohl weitgehend waldfrei. Nur an einigen Stellen dürften sich Kiefer- und Birkenhaine befunden haben.
Für die jüngere Steinzeit im Zeitraum zwischen 4000 und 1800 Jahren vor Beginn der Zeitrechnung lassen sich Bemühungen nachweisen, einige Böden des Alvars landwirtschaftlich zu nutzen. Rodungen und Brandrodungen sollten in Bereichen, wo Böden in nennenswerter Tiefe vorhanden waren, den Anbau von Getreide ermöglichen. In der Bronzezeit nahm die Beanspruchung der kargen Alvarböden deutlich zu. Vor allem die Viehhaltung und der Holzbedarf zehrten an den Böden. In der Eisenzeit erreichte diese Situation ihren Höhepunkt. Die Reste einer besonders großen Siedlung finden sich noch heute östlich des Dorfes Gårdstorp. Über mehrere Kilometer erstrecken sich hier Steinreihen, die die Reste von Gehegen darstellen. Es finden sich auch die Grundmauern von mehr als 30 Häusern sowie Grabhügel. Es wird vermutet, dass eine Übernutzung der Böden dazu führte, dass die Menschen etwa um das Jahr 500 n. Chr. ihre Siedlungen aufgaben.
Erst etwa 500 Jahre später setzte wieder eine verstärkte Nutzung des Alvars ein. Die Zahl der Weidetiere und der Bevölkerung nahm wieder zu, ging jedoch nach einiger Zeit erneut zurück.
Björnflisan (Öl 25) ist der einzige bekannte Runenstein im Stora Alvaret. Dem Namen nach ist er nach einem Bären benannt. Der Stein aus hellrotem Kalkstein ist 120 cm hoch, 80 cm breit und 20 cm dick. Die Runen sind stark verwittert und mit Salzflechten bewachsen. Die senkrechten Runenreihen in der Mitte des Steins weisen Spuren roter Farbe auf. Eine wird von unten nach oben, die andere von oben nach unten gelesen. Die Runenhöhe beträgt 12 bis 13 cm.
1741 besuchte Carl von Linné (1707–1778) während seiner Ölandreise auch das Stora Alvaret und beschrieb die ungewöhnliche Flora und Fauna. Im 18. und 19. Jahrhundert kam es auf Öland zu einem deutlichen Anstieg der Bevölkerung. Es lebten fast doppelt so viele Menschen auf der Insel wie zu Beginn des 21. Jahrhunderts. Wiederum erfolgte eine stärkere Nutzung des Alvars durch stärkere Beweidung und Rodung der Waldhaine. Das Alvar war im 19. Jahrhundert dadurch fast völlig baum- und buschlos. Neben der starken Beweidung war auch der Bedarf an Brennholz und Reisig gerade der ärmeren Bevölkerungsteile hierfür ursächlich.
Exemplarisch für die zeitweiligen Nutzungen auch schwierigster Böden steht das am Ende des 19. Jahrhunderts wieder wüst gewordene Dorf Dröstorp im nördlichen Teil des Stora Alvaret. Weitere Wüstungen sind Penåsa, östlich und Parteby südlich von Kastlösa. Bis zum Anfang des 19. Jahrhunderts diente das gesamte Alvar als gemeinsame Weidefläche für die umliegenden Dörfer. Man führte dann jedoch eine Aufteilung des Bodens durch. Jedes Alvargebiet wurde nach Landvermessungen einem Dorf zugeteilt. Entlang dieser Grenzen entstanden die Steinmauern, die noch heute das Gesicht des Stora Alvaret prägen. Der Bau der Mauern zog sich bis in die 1940er Jahre hin. Besonders lang ist die sogenannte Mittelmauer, die das Stora Alvaret in nord-südlicher Richtung durchzieht.
Aus den verschiedenen Siedlungsepochen sind bis heute gut sichtbare Zeugnisse zurückgeblieben. So befinden sich die Reste mehrerer vorgeschichtlicher Burgen wie Burg Eketorp, Träby borg und Triberga borg im Stora Alvaret oder an dessen Rand. Aus der Wikingerzeit stammt der im nördlichen Teil des Alvars stehende Runenstein Björnflisan. Weitere Steine mit historischer Bedeutung auf dem Alvar sind Tingstad flisor sowie der in die Mittelmauer integrierte Tingstenen, südlich der Straße von Södra Möckleby nach Solberga. Auch prähistorische Grabanlagen wie Röser finden sich im Alvar.
Durch die technischen Umwälzungen in der Landwirtschaft im 20. Jahrhundert ging die Nutzung des Alvars stark zurück. Der Versuch, mit neuen landwirtschaftlichen Methoden Alvarflächen urbar zu machen, fand nur in Randbereichen statt. Die ursprünglich in der Landwirtschaft gehaltenen und im Stora Alvaret weidenden Pferde wurden durch Traktoren ersetzt. Öl und Gas ersetzten das zuvor vor Ort gewonnene Holz als Energieträger zum Heizen. In mehreren Auswanderungswellen verließ auch ein großer Teil der öländischen Bevölkerung die Insel, um Arbeit in der Industrie auf dem Festland oder im Ausland zu finden. Die Bereiche des Stora Alvaret, die über eine ausreichende Bodenschicht verfügen, begannen mit immer dichter werdenden Büschen, vor allem dem Wacholder und zum Teil letztlich mit Bäumen zuzuwachsen. Die im Alvar bestehenden Feuchtgebiete fingen an, schneller zu verlanden. Das Stora Alvaret in seinem Erscheinungsbild als über Jahrtausende hinweg genutzte Weidelandschaft begann zu verschwinden. Um diese Kulturlandschaft und die speziell an die örtlichen Bedingungen angepassten Tier- und Pflanzenarten zu erhalten, wurde begonnen, die Nutzung wieder zu intensivieren. Aus Gründen des Naturschutzes wurde die Beweidung des Stora Alvaret wieder verstärkt. Bauern erhalten Prämien wenn sie ihr Weidevieh auf dem Alvar halten. 1994 wurden 60 %, 1999 bereits wieder 90 % des Alvars beweidet. Auch fanden Rodungen statt. Im Jahr 2000 erfolgte dann die Erklärung zum Welterbe der UNESCO als Teil der Agrarlandschaft Südölands. Das Alvar Ölands ist auf einer schwedischen Briefmarke abgebildet, die am 20. März 2003 herausgekommen ist.

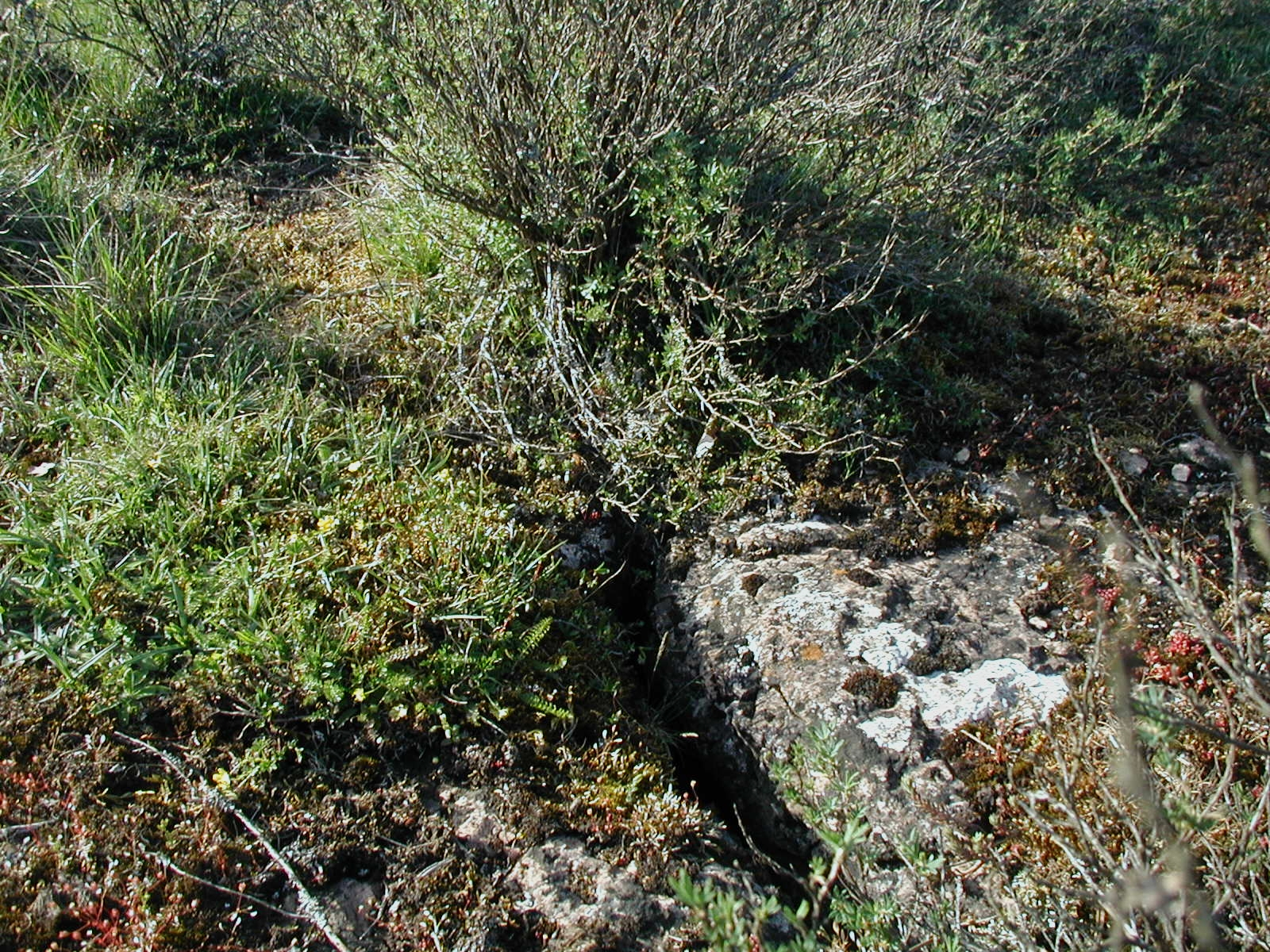
Pflanzen im Biotop

## Flora
Das Stora Alvaret verfügt, bedingt durch die hier herrschenden ungewöhnlichen Umweltbedingungen, über eine außergewöhnliche Flora und Fauna. Auf dem Untergrund aus felsigem Kalk herrschen harte Winter mit langem Frost und starkem Wind sowie heiße und trockene Sommer. Dort wo die Bodenschichten dünn sind, wird sie im Sommer ausgetrocknet und im Winter vom Frost bewegt. Es treten wellenförmige Verformungen des Bodens auf. Bei Regenfällen, vor allem im Herbst, tritt jedoch viel Feuchtigkeit auf, sodass Teilbereiche in Vätar und um die Alvarseen überschwemmt werden.
Diesen harten Lebensbedingungen haben sich einige besondere Pflanzenarten angepasst. Mit einer erhöhten Photosynthese wird der kurze Zeitraum günstiger Bedingungen optimal genutzt. So entsteht im Frühjahr für wenige Wochen ein üppiges Blütenmeer zahlreicher Arten wie Schnittlauch, Kleines Mädesüß, Scharfer Mauerpfeffer und Weiße Fetthenne auf weiten Flächen des Alvars. Mit dem Einsetzen der sommerlichen Trockenperiode sind die Samen bereits ausgereift. Im Mai blühen auf den Kalksteinen, die fast die ganze Gegend bedecken, auch Orchideen (Geflecktes Knabenkraut).
Bedingt durch die schwierigen Boden- und Klimabedingungen befinden sich im Stora Alvaret unterschiedlichste Biotope in enger Nachbarschaft. Auf den horizontal den felsigen Untergrund durchziehende, fast vegetationsfrei wirkenden Spalten, kommen die fast nicht sichtbaren Blaualgen-Arten und dutzende Flechten vor. In den Bereichen, in denen die Spalten aufklaffen und sich Humus und Verwitterungsgrus sammeln kann, wurden auf einen Quadratmeter bis zu 51 höhere Pflanzenarten gefunden.
Auch der Grad der Verwitterung der Kalkflächen ist selbst auf benachbarten Flächen unterschiedlich. Die Bodenbedeckung reicht von Schotter über körnigen oder feinen Grus bis hin zu, für die Verwitterung von Kalk typischen kohlschwarzen Humus. Die Stärke der Bodenschicht schwankt von Millimetern bis zu mehreren Dezimetern. Auch die Wasserdurchlässigkeit des Bodens ist von Standort zu Standort unterschiedlich. In einigen Teilen versickert das Wasser sehr schnell in den karstigen Untergrund. Die Folge ist hier eine schnelle Austrocknung der Böden. An anderen Stellen kann das Wasser nicht abfließen. Hier entstehen Vätar und Alvarseen. Gerade die unterschiedlichen Bodenfeuchten und -tiefen geben unterschiedlichen Pflanzengruppen Überlebensmöglichkeiten.
Die ungewöhnlichen Lebensbedingungen führen dazu, dass im Stora Alvaret verstärkt Arten vorkommen die nur hier, also endemisch auftreten. Auch reliktische Arten sind häufig anzutreffen. Diese in anderen Zeitaltern (Eiszeit, Wärmeperioden) weit verbreiteten Arten, kommen heute jedoch nur noch in anderen Regionen und, von ihrem heutigen Verbreitungsgebiet isoliert, auch noch im Stora Alvaret vor.

### Endemische Arten
Die nachfolgenden (Unter-)Arten kommen endemisch und somit ausschließlich auf Öland und zum Teil auch auf dem benachbarten Gotland vor.
- Schnittlauch (Allium schoenoprasum var. alvarense)
- Artemisia oelandica
- Crepis tectorum ssp. pumila
- Einspelzige Sumpfbinse (Eleocharis uniglumis ssp. sterneri)
- Gewöhnlicher Rot-Schwingel (Festuca rubra ssp. oelandica)
- Galium oelandicum
- Öland-Sonnenröschen (Helianthemum oelandicum var. oelandicum)
- Helianthemum oelandicum var. canescens
- Alpen-Lichtnelke (Lychnis alpina var. oelandica)
- Jakobs-Greiskraut (Senecio jacobaea ssp. gotlandicus)
- Silene uniflora ssp. petraea

### Reliktarten
Die folgenden reliktischen Arten sind auch auf Öland beheimatet.
| Arktisch-alpin: - Grünstieliger Streifenfarn (Asplenium viride) - Draba incana - Alpen-Lichtnelke (Lychnis alpina) - Alpen-Rispengras (Poa alpina) - Potentilla crantzii - Totengebeinsflechte (Thamnolia vermicularis) Südwesteuropäisch: - Baldellia ranunculoides - Globularia vulgaris - Plantago uniflora (= Littorella uniflora) - Nacktstängeliger Bauernsenf (Teesdalia nudicaulis) Mediterran: - Ästige Graslilie (Anthericum ramosum) - Astlose Graslilie (Anthericum liliago) - Apera interrupta - Gewöhnliches Nadelröschen (Fumana procumbens) - Strauchkronwicke (Hippocrepis emerus) - Kleine Felskresse (Hornungia petraea) - Thymian-Sommerwurz (Orobanche alba) - Sprossende Felsennelke (Petrorhagia prolifera) - Sisymbrium supinum - Früher Ehrenpreis (Veronica praecox) | Südosteuropäisch: - Allium lineare - Anemone pratensis - Asperula tinctoria - Aster linosyris - Büscheliges Gipskraut (Gypsophila fastigiata) - Schmalblütiger Wegerich (Plantago tenuiflora) - Schopfige Kreuzblume (Polygala comosa) - Großblütige Braunelle (Prunella grandiflora) - Ranunculus illyricus - Schwalbenwurz (Vincetoxicum hirundinaria) - Niedriges Veilchen (Viola pumila) Kontinental/sibirisch: - Artemisia rupestris - Oxytropis campestris ssp. campestris Zirkumpolar: - Carex obtusata - Dasiphora fruticosa (= Potentilla fruticosa) |

## Fauna
Mit der Entwicklung der speziellen öländischen Alvarflora entstand auch eine hierauf angepasste Insektenfauna. Auch bei den Insekten sind Reliktarten und endemische Arten zu beobachten. Zu nennen sind die Blauflügelige Sandschrecke (Sphingonotus caerulans) und die Gefleckte Schnarrschrecke (Bryodema tuberculata). Besonders ungewöhnlich ist der Alvar-Puppenräuber (Calosoma reticulatum). Dieser räuberisch von Schmetterlingslarven lebende Käfer kommt in Schweden nur im Stora Alvaret vor. Nur in den Alvargebieten Ölands und Gotlands beheimatet ist die Langbeinfliege Scellus dolichocerus die ihre Beute auf der Jagd rennend überrascht. Die sich von Flechten und Algen auf den Kalksteinplatten ernährende Felsenschnecke (Chondrina clienta) kommt in Schweden ebenfalls nur auf Öland und Gotland vor. Der Fraß der Schnecke führt dazu, dass Kalksteinplatten nahe ihren Rissen hell gefärbt sind.
Weitere Insekten des Alvars sind unter anderem der Bärenspinner Setina roscida und die Ritterwanze (Lygacus equestris). Letztere ernährt sich vom giftigen Schwalbenwurz (Vincetoxicum hirundinaria), dessen Gift die Ritterwanze ungenießbar macht.
Bemerkenswert ist auch die Vogelwelt des Stora Alvaret. Besonders auffällig ist die Wiesenweihe (Circus pygargus). Aber auch Watvögel wie Uferschnepfe (Limosa limosa), Bekassine (Gallinago gallinago), Austernfischer (Haematopus ostralegus), Rotschenkel (Tringa totanus), Südlicher Alpenstrandläufer (Calidris alpina schinzii) und Sandregenpfeifer (Charadrius hiaticula) leben im Alvar und seinen Feuchtgebieten. Zu nennen ist auch der Goldregenpfeifer (Pluvialis apricaria), Steinschmätzer (Oenanthe oenathe), Braunkehlchen (Saxicola ruberta) und der Kiebitz (Vanellus vanellus).